# 14558 Wangganchang
14558 Wangganchang è un asteroide della fascia principale. Scoperto nel 1997, presenta un'orbita caratterizzata da un semiasse maggiore pari a 2,9938001 UA e da un'eccentricità di 0,1093639, inclinata di 9,89850° rispetto all'eclittica.